# Liste der Baudenkmale in Sternberg
In der Liste der Baudenkmale in Sternberg sind alle Baudenkmale der Stadt Sternberg (Landkreis Ludwigslust-Parchim) und ihrer Ortsteile aufgelistet (Stand: 17. August 2009).

## Sternberg
| ID | Lage                                | Bezeichnung                                                                | Beschreibung | Bild                                       |
| -- | ----------------------------------- | -------------------------------------------------------------------------- | --- | ------------------------------------------ |
|    | Am Berge 1 (Karte)                  | Villa                                                                      | |                                            |
|    | Am Berge 3 (Karte)                  | Technikum                                                                  | | Technikum                                  |
|    | Am Berge 5 (Karte)                  | Villa                                                                      | |                                            |
|    | Am Karpfenteich 1 (Karte)           | Wohnhaus, Fischbrüterei                                                    | |                                            |
|    | Am Markt 1 (Karte)                  | Rathaus                                                                    | Frühere Rathausgebäude vom 13. Jh., von nach 1659 und von 1803. Neuer, 3-gesch. Putzbau von 1845 im Tudorstil, 1993 saniert. Auch Tagungsort von 1572 bis 1913 – ab 1628 abwechselnd auch in Malchin – des Landtages. | Rathaus                                    |
|    | Am Markt 3 (Karte)                  | Post                                                                       | 2-gesch. historisierendes verklinkerte Gebäude von 1888 mit zwei Giebelrisaliten, seit 2006 Verwaltungsgebäude | Post                                       |
|    | Am Markt 4 (Karte)                  | Wohnhaus                                                                   | | Wohnhaus                                   |
|    | Am Markt 5 (Karte)                  | Wohn- und Geschäftshaus                                                    | | Wohn- und Geschäftshaus                    |
|    | Am Markt 6 (Karte)                  | Gasthaus                                                                   | | Gasthaus                                   |
|    | Am Markt 7 (Karte)                  | Wohn- und Geschäftshaus                                                    | | Wohn- und Geschäftshaus                    |
|    | Am Markt 8 (Karte)                  | Wohn- und Geschäftshaus                                                    | | Wohn- und Geschäftshaus                    |
|    | Am Markt 9 (Karte)                  | Wohnhaus                                                                   | | Wohnhaus                                   |
|    | Am Markt 10 (Karte)                 | Wohnhaus                                                                   | | Wohnhaus                                   |
|    | Am Markt 13 (Karte)                 | Wohn- und Geschäftshaus                                                    | |                                            |
|    | Am Markt 14 (Karte)                 | Wohn- und Geschäftshaus                                                    | | Wohn- und Geschäftshaus                    |
|    | Am Wall 2 (Karte)                   | Wohnhaus                                                                   | | Wohnhaus                                   |
|    | An der Bleiche / Ecke Bahnhofstraße | Trafohaus                                                                  | | Trafohaus                                  |
|    | An der Bleiche 2 (Karte)            | Gaswerk, ehem.                                                             | |                                            |
|    | Bahnhofstraße 2 (Karte)             | Schlauchturm                                                               | | Schlauchturm                               |
|    | Bahnhofstraße 15 (Karte)            | Toilettengebäude                                                           | | Toilettengebäude                           |
|    | Bahnhofstraße 15                    | Schuppen                                                                   | |                                            |
|    | Bahnhofstraße 15 (Karte)            | Bahnhof mit Empfangsgebäude                                                | | Bahnhof mit Empfangsgebäude                |
|    | Bahnhofstraße 15                    | Wasserpumpe                                                                | |                                            |
|    | An der Erbkornmühle 2 (Karte)       | Wohnhaus, Mühlengebäude                                                    | | Wohnhaus, Mühlengebäude                    |
|    | B 192, Brüeler Chaussee             | Meilenstein                                                                | |                                            |
|    | Fischerstraße 1 (Karte)             | Wohnhaus                                                                   | |                                            |
|    | Fischerstraße 13 (Karte)            | Wohnhaus                                                                   | |                                            |
|    | Fischerstraße 23 (Karte)            | Wohnhaus                                                                   | |                                            |
|    | Friedhof (Karte)                    | Portal, Allee, Leichenhalle, Zwangsarbeitergrabstelle (Grabowski/Labinski) | |                                            |
|    | Maikamp                             | jüdischer Friedhof mit Tor und Gedenkstein                                 | | jüdischer Friedhof mit Tor und Gedenkstein |
|    | Große Belower Furt 2 (Karte)        | Wohnhaus                                                                   | |                                            |
|    | Großer Spiegelberg 18 (Karte)       | Wohnhaus                                                                   | |                                            |
|    | Güstrower Chaussee 5 (Karte)        | Diakoniewohnheim                                                           | |                                            |
|    | Judenberg                           | Neumeister-Stein mit Linde                                                 | |                                            |
|    | (Karte)                             | Kirche                                                                     | Frühgotische Vorgängerkirche; gotischer, dreischiffiger Backsteinbau als fünfjochige Hallenkirche von 1309 bis 1322, Seitenschiffe danach, doppelgeschossige Nordsakristei vom 14. Jh., Mittelschiffgewölbe und Mansarddach 1746 erneuert, neogotischer innerer Umbau von 1895/1896 mit Westempore. 4-gesch. Westturm von 1322, oberer Teil mit barocker Laterne von 1750, Glockenhelm von 1816, erneuert 1895 nach Blitzschlag. | Kirche                                     |
|    | (Karte)                             | katholische Kirche                                                         | |                                            |
|    | Kleine Belower Furt 8 (Karte)       | Wohn- und Geschäftshaus                                                    | |                                            |
|    | Kleine Belower Furt 9 (Karte)       | Wohn- und Geschäftshaus                                                    | |                                            |
|    | Kütiner Straße 3 (Karte)            | Geburtshaus Alexander Behm                                                 | | Geburtshaus Alexander Behm                 |
|    | Kütiner Straße 6 (Karte)            | Wohnhaus                                                                   | | Wohnhaus                                   |
|    | Kütiner Straße 7 (Karte)            | Pfarrhaus                                                                  | 2-gesch. Fachwerkhaus mit Zierbalken | Pfarrhaus                                  |
|    | Kütiner Straße 8 (Karte)            | Wohnhaus                                                                   | | Wohnhaus                                   |
|    | Kütiner Straße 9 (Karte)            | Wohn- und Geschäftshaus                                                    | | Wohn- und Geschäftshaus                    |
|    | Kütiner Straße 21 (Karte)           | Wohn- und Geschäftshaus                                                    | |                                            |
|    | Kütiner Straße 29 (Karte)           | Wohnhaus                                                                   | |                                            |
|    | Kütiner Straße 31 (Karte)           | Wohnhaus                                                                   | |                                            |
|    | Kütiner Straße 30 (Karte)           | Wohnhaus                                                                   | |                                            |
|    | Kütiner Straße 36 (Karte)           | Wohnhaus                                                                   | |                                            |
|    | Kütiner Straße 34 (Karte)           | Wohnhaus                                                                   | |                                            |
|    | Luckower Straße 8 (Karte)           | Wohnhaus (Fassade)                                                         | |                                            |
|    | Luckower Straße 9 (Karte)           | Wohnhaus                                                                   | |                                            |
|    | Luckower Straße 11 (Karte)          | Wohn- und Geschäftshaus                                                    | |                                            |
|    | Luckower Straße 12 (Karte)          | Wohn- und Geschäftshaus                                                    | |                                            |
|    | Luckower Straße 13 (Karte)          | Wohn- und Geschäftshaus                                                    | |                                            |
|    | Luckower Straße 15 (Karte)          | Wohnhaus                                                                   | |                                            |
|    | Luckower Straße 17 (Karte)          | Wohnhaus                                                                   | |                                            |
|    | Luckower Straße 18 (Karte)          | Wohn- und Geschäftshaus                                                    | |                                            |
|    | Luckower Straße 23 (Karte)          | Gerichtsgebäude                                                            | Das Amtsgericht Sternberg wurde am 31. Dezember 1997 in eine Zweigstelle umgewandelt. Diese ist am 13. Oktober 2001 geschlossen worden. | Gerichtsgebäude                            |
|    | Luckower Straße 25 (Karte)          | Wohnhaus (nur Straßenfassade)                                              | 2-gesch. Fachwerkhaus auf Felssteinsockel mit Zierbalken | Wohnhaus (nur Straßenfassade)              |
|    | Luckower Straße 26 (Karte)          | Wohnhaus                                                                   | |                                            |
|    | Luckower Straße 28 (Karte)          | Wohnhaus                                                                   | |                                            |
|    | Luckower Straße 27 (Karte)          | Wohnhaus                                                                   | |                                            |
|    | Luckower Straße 29 (Karte)          | Wohnhaus                                                                   | |                                            |
|    | Luckower Straße 33 (Karte)          | Wohnhaus                                                                   | |                                            |
|    | Luckower Straße 36 (Karte)          | sog. "Torhaus"                                                             | |                                            |
|    | Maikamp (Karte)                     | Speicher                                                                   | | Speicher                                   |
|    | Mecklenburgring (Karte)             | Gedenkstätte                                                               | | Gedenkstätte                               |
|    | Mecklenburgring (Karte)             | Eiskeller (gegenüber Nr. 24/26)                                            | | Eiskeller (gegenüber Nr. 24/26)            |
|    | Mecklenburgring 1 (Karte)           | Villa                                                                      | |                                            |
|    | Mecklenburgring 13 (Karte)          | Wohnhaus                                                                   | | Wohnhaus                                   |
|    | Mecklenburgring 15 (Karte)          | Wohnhaus u. Werkstattgebäude                                               | | Wohnhaus u. Werkstattgebäude               |
|    | Mühlenstraße 1 (Karte)              | Wohnhaus                                                                   | |                                            |
|    | Mühlenstraße 4 (Karte)              | Pfarrhaus                                                                  | |                                            |
|    | Mühlenstraße 6 (Karte)              | Museum                                                                     | 1-gesch. Fachwerkhaus mit Zwerchgiebel, heute Heimatmuseum | Museum                                     |
|    | Mühlenstraße 8 (Karte)              | Wohnhaus                                                                   | |                                            |
|    | Pastiner Straße 1 (Karte)           | Verwaltungsgebäude (Polizei)                                               | |                                            |
|    | Pastiner Straße 2 (Karte)           | Wohn- und Geschäftshaus                                                    | |                                            |
|    | Pastiner Straße 3 (Karte)           | Wohnhaus                                                                   | |                                            |
|    | Pastiner Straße 5 (Karte)           | Wohnhaus                                                                   | |                                            |
|    | Pastiner Straße 6 (Karte)           | Wohnhaus                                                                   | |                                            |
|    | Pastiner Straße 8 (Karte)           | Wohnhaus                                                                   | |                                            |
|    | Pastiner Straße 11 (Karte)          | Wohn- und Geschäftshaus                                                    | |                                            |
|    | Pastiner Straße 13 (Karte)          | Wohn- und Geschäftshaus                                                    | |                                            |
|    | Pastiner Straße 15 (Karte)          | Wohn- und Geschäftshaus                                                    | |                                            |
|    | Pastiner Straße 16 (Karte)          | Wohnhaus                                                                   | |                                            |
|    | Pastiner Straße 17 (Karte)          | Wohnhaus                                                                   | |                                            |
|    | Pastiner Straße 28 (Karte)          | Wohn- und Geschäftshaus                                                    | |                                            |
|    | Pastiner Straße 29 (Karte)          | Wohn- und Geschäftshaus                                                    | |                                            |
|    | Pastiner Straße 31 (Karte)          | Wohnhaus                                                                   | |                                            |
|    | Pastiner Straße 32 (Karte)          | Wohnhaus                                                                   | |                                            |
|    | Pastiner Straße 33 (Karte)          | Wohnhaus                                                                   | |                                            |
|    | Pastiner Straße 39 (Karte)          | Wohn- und Geschäftshaus                                                    | |                                            |
|    | Ritterstraße 5 (Karte)              | Wohnhaus                                                                   | |                                            |
|    | Seestraße 1 (Karte)                 | Schule mit Hausmeisterwohnhaus (Nr. 1b)                                    | | Schule mit Hausmeisterwohnhaus (Nr. 1b)    |
|    | (Karte)                             | Wallanlagen mit Stadtmauer u. Mühlentor                                    | 1839 entstanden die Wallanlagen in der heutigen Form. Das Mühlentor ist der Rest eines größeren Stadttores; 1629 zerstört und 1839 teilweise wieder aufgebaut. | Wallanlagen mit Stadtmauer u. Mühlentor    |
|    | Vor dem Küttiner Tor 20 (Karte)     | Wohnhaus und Handpumpe                                                     | |                                            |
|    | Vor dem Küttiner Tor 24 (Karte)     | Wohnhaus, Scheune, Wirtschaftsgebäude                                      | |                                            |
|    | Vor dem Pastiner Tor 2 (Karte)      | Torhaus                                                                    | |                                            |

## Gägelow
| ID | Lage     | Bezeichnung                            | Beschreibung | Bild   |
| -- | -------- | -------------------------------------- | ------------ | ------ |
|    | (Karte)  | Grabstein A.W. Echermann (Gutspächter) |              |        |
|    | Friedhof | Grabstein H. Krey (Hofbesitzer)        |              |        |
|    | Friedhof | Grabstein F. Möller (Hofbesitzer)      |              |        |
|    | Friedhof | Grabstein Pastorin Luttmann 1828       |              |        |
|    | Friedhof | Gedenkstein A. von Waldow 1941         |              |        |
|    | (Karte)  | Kirche                                 |              | Kirche |

## Groß Görnow
| ID | Lage                             | Bezeichnung            | Beschreibung | Bild |
| -- | -------------------------------- | ---------------------- | ------------ | ---- |
|    | Fritz-Reuter-Platz 2/3 (Karte)   | Gutshaus, ehem.        |              |      |
|    | Fritz-Reuter-Platz               | Schweinestall          |              |      |
|    | Fritz-Reuter-Platz               | Schmiede               |              |      |
|    | Fritz-Reuter-Platz               | Speicher               |              |      |
|    | Fritz-Reuter-Platz               | Trafohaus              |              |      |
|    | Fritz-Reuter-Platz 5 - 7 (Karte) | Inspektorenhaus, ehem. |              |      |

## Groß Raden
| ID | Lage                      | Bezeichnung             | Beschreibung | Bild                    |
| -- | ------------------------- | ----------------------- | --- | ----------------------- |
|    | Dorfstraße 2 (Karte)      | Speicher                | | Speicher                |
|    | Dorfstraße 16 (Karte)     | Gutshaus                | | Gutshaus                |
|    | Kastanienallee 28 (Karte) | Inspektorenhaus, ehem.  | | Inspektorenhaus, ehem.  |
|    | Kastanienallee 29 (Karte) | Schule, ehem.           | |                         |
|    | (Karte)                   | Kirche mit Trockenmauer | Die evangelische Kirche wurde in der ersten Hälfte des 14. Jahrhunderts erbaut, der Turm kam im 15. Jahrhundert hinzu. Im Inneren befinden sich mehrere Grabsteine mit ganzfigurigen Reliefs. | Kirche mit Trockenmauer |
|    | (Karte)                   | Kriegerdenkmal 1914/18  | | Kriegerdenkmal 1914/18  |

## Pastin
| ID | Lage                        | Bezeichnung                             | Beschreibung                                                     | Bild |
| -- | --------------------------- | --------------------------------------- | ---------------------------------------------------------------- | ---- |
|    | Dorfstraße 28 (Karte)       | Wohnhaus                                |                                                                  |      |
|    | Dorfstraße 35 (Karte)       | ehem. Stallscheune (zur Gutsanl. k.ED ) |                                                                  |      |
|    | Dorfstraße 31/32/33 (Karte) | Schnitterkaserne mit Speicherfunktion   |                                                                  |      |
|    | Dorfstraße 34               | Gutshaus, altes                         |                                                                  |      |
|    | Dorfstraße 34               | Gutshaus, neues                         | 1-gesch. Fachwerkhaus mit 2-gesch. Zwerchgiebel und Krüppelwalm. |      |
|    | B 104                       | Meilenstein                             |                                                                  |      |

## Sagsdorf
| ID | Lage                        | Bezeichnung             | Beschreibung | Bild                    |
| -- | --------------------------- | ----------------------- | ------------ | ----------------------- |
|    | An der Warnowbrücke (Karte) | Reformationsgedenkstein |              | Reformationsgedenkstein |

## Sternberger Burg
| ID | Lage                       | Bezeichnung      | Beschreibung | Bild |
| -- | -------------------------- | ---------------- | ------------ | ---- |
|    | An der Mildenitz 8 (Karte) | Gutshaus         |              |      |
|    | Vor dem Gutshaus           | Bodenreformstein |              |      |

## Zülow
| ID | Lage                       | Bezeichnung            | Beschreibung | Bild                  |
| -- | -------------------------- | ---------------------- | ------------ | --------------------- |
|    | Am Kraftwerk 29-31 (Karte) | Wohnhaus und 2 Ställe  |              | Wohnhaus und 2 Ställe |
|    | Am Kraftwerk 32 (Karte)    | E-Werk                 |              | E-Werk                |
|    | Am Kraftwerk 32 (Karte)    | Wasserschlosshaus      |              | Wasserschlosshaus     |
|    | Am Kraftwerk 32 (Karte)    | Pegelmesshaus          |              | Pegelmesshaus         |
|    | Dorfstraße 1 (Karte)       | Gutshaus               |              | Gutshaus              |
|    | Dorfstraße                 | Kriegerdenkmal 1914/18 |              |                       |